# Helmut S. Ruppert
Helmut S. Ruppert (* 18. Mai 1944 in Engelskirchen; † 16. Dezember 2018 in Bergisch Gladbach) war ein deutscher Journalist und Publizist.

## Leben
Ruppert studierte u. a. Katholische Theologie in Köln und Bonn und legte 1968 das Staatsexamen ab mit der Arbeit „Missionsschule zwischen gestern und morgen. Die Entwicklung der Missionsschule in Westafrika, dargestellt am Beispiel Süd-Nigerias“. Anschließend studierte er Geschichte, Geographie sowie Pädagogik in Köln und Bonn. Vom Sommer bis Herbst 1966 lebte er im Rahmen eines Arbeitsaufenthaltes in Mittelwestnigeria. 1967 war er zusammen mit Elimar Freiherr von Fürstenberg Gründungsmitglied der Gesellschaft für Afrika-Fragen e.V.
1970 absolvierte er ein Volontariat und war Redakteur bei der Katholischen Nachrichten-Agentur (KNA) in Bonn. 1979 wechselte er zur Deutschen Welle und war von 1992 bis 1996 stellvertretender Leiter des Deutschen Programms. Von 1996 bis 2005 war er als Nachfolger von Karl Heinz Hock der Chefredakteur der Katholischen Nachrichten-Agentur (KNA); sein Nachfolger wurde 2005 Ludwig Ring-Eifel. Ruppert war Vorsitzender des Katholischen Pressebundes.
Ruppert engagierte sich in zahlreichen Organisationen, darunter im Internationalen P.E.N./Zentrum der Schriftstellerinnen und Schriftsteller im Exil deutschsprachiger Länder, sowie in den Beiräten der Edith-Stein-Gesellschaft Deutschland und der KNA-Promedia-Stiftung sowie der Christlich-Demokratischen Arbeitnehmerschaft (CDA). Er war Mitglied der Gesellschaft Katholischer Publizisten Deutschlands (GKP). Er war Mitglied der katholischen Studentenverbindung WKStV Unitas-Salia Bonn (Unitas). Er war Oberst d. R. im Corps à la Suite der Kölner Karnevalsgesellschaft Nippeser Bürgerwehr von 1903 in Köln-Nippes.
Im Frühjahr 2006 erhielt Ruppert für sein vielfältiges gesellschaftspolitisches und ehrenamtliches
Engagement den Verdienstorden der Bundesrepublik Deutschland am Bande. 2006 wurde er von Papst Benedikt XVI. zum „Ritter des Gregoriusordens“ ernannt.
Er war seit 1970 verheiratet mit Sally Ruppert-Kire, einer gebürtigen Uganderin, und hatte vier Kinder. Ruppert starb im Dezember 2018 im Alter von 74 Jahren nach langer schwerer Krankheit in Bergisch Gladbach. Er wurde am 27. Dezember 2018 auf dem Bensberger Friedhof beigesetzt.

## Schriften (Auswahl)
- Mutter Teresa. „Einfach dasein und lieben“. Bastei Lübbe, Bergisch Gladbach 1979
- Mutter Teresa (Autor), Helmut S. Ruppert (Hrsg.): Mutter Teresa. Luebbe 1983, ISBN 3-404-01456-1
- Francis Arinze (Autor), Helmut S. Ruppert (Hrsg. / Autor): Brücken bauen. St. Ulrich Verlag 2000, ISBN 3-929246-49-X
- Georg Sterzinsky (Autor), Helmut S. Ruppert (Hrsg. / Autor): Unter besonderem Schutz … Familie im Kreuzfeuer. St. Ulrich Verlag 2001, ISBN 3-929246-73-2
- Benedikt XVI. Der Papst aus Deutschland. Echter Würzburg, 2. Auflage, 2005, ISBN 3-429-02744-6
- Eingegangen in die ewigen Jagdgründe: Die Todesanzeige als Abbild der Zeit. Echter Würzburg 2008, ISBN 3-429-03013-7